# Craspedosis
Craspedosis là một chi bướm đêm thuộc họ Geometridae.

## Các loài
- Craspedosis arycandata (Walker, 1862)
- Craspedosis atramentaria (Warren, 1894)
- Craspedosis cyanoxantha (Meyrick, 1889)
- Craspedosis leucosticta Warren, 1896
- Craspedosis simulans Butler
- Craspedosis sobria (Walker, [1865])
- Craspedosis timor (Walker, [1865])
- Craspedosis tricolor Felder
- Craspedosis undulosa Warren, 1894